# Мохаммед бин Мишари Аль-Муаммар
Мохаммед бин Мишари Аль-Муаммар (араб.محمد بن مشاري آل معمر) — один из видных арабских лидеров в Неджде в первой половине XIX века.

## Биография и правление
Родился в Дирийском эмирате в XVIII веке.
Возвышение Аль-Муаммара представляет собой значимую попытку восстановления политической власти в Неджде после вывода войск Ибрагима-паши. Мохеммад бин Мишари Аль-Муаммар, потомок влиятельной семьи Неджда и защитник Эд-Диръии, был одной из ключевых фигур, стремившихся восстановить этот регион. Его действия по реорганизации политической жизни включали попытку объединить Неджд на основе реформаторского призыва, несмотря на сопротивление других влиятельных лидеров региона.
Он вел двустороннюю политику, умудряясь выступать за восстановление независимого арабского государства в Аравии и в то же время подчиняться османскому губернатору.
Мухаммад бин Муаммар обладал огромными богатствами и оружием, что позволило ему поддерживать свои военные и политические усилия. Он активно восстанавливал Диръию, разрушенную войсками Ибрагима-паши, за свой счет, привлекая население и укрепляя регион. Его экономическая мощь сыграла важную роль в привлечении сторонников и расширении его влияния.
Мухаммад Али-паша и Османская империя восприняли его как угрозу региональной стабильности, и в 1819 году против него была организована кампания, которая не принесла ожидаемых результатов. Напротив, Ибн Муаммар усилил своё положение и получил поддержку от многих стран Неджда. Ему удалось не только восстановить Диръию, но и заставить соседние города признать его власть.
Однако, его правление не было долговечным. Саудитов уступил им престол, но позже вновь захватил власть, арестовав Мишари бин Сауд Аль-Кабир, выдал его Османской империи и продолжив свои амбиции по объединению Неджда.
Через год Аль-Муаммар был убит вместе со своим сыном Турки бин Абдуллой Аль Саудом в 1820 году.

## Значение
Он сыграл ключевую роль в попытке восстановить политическое и социальное единство в Неджде после падения Дирийского эмирата в 1818 году в результате осады Эд-Диръии войсками Османской империи под командованием Ибрагима-паши. Мохаммед Аль-Муаммар остался в истории как лидер, который пытался восстановить политическое и социальное единство Неджда после падения первого Саудовского государства. Его деятельность показала важность местных лидеров в формировании политической карты региона в тот период.